# Jamburr
Jamburr (Schreibvariante: Jambur) ist eine Ortschaft im westafrikanischen Staat Gambia.
Nach einer Berechnung für das Jahr 2013 leben dort etwa 2861 Einwohner, das Ergebnis der letzten veröffentlichten Volkszählung von 1993 betrug 1284.

## Geographie
Jamburr liegt in der West Coast Region, Distrikt Kombo South, an der atlantischen Küste, rund fünf Kilometer nordöstlich von Jambajeli und fünf Kilometer östlich von Banyakang.

## Kultur und Sehenswürdigkeiten
In Jamburr ist ein heiliger Brunnen als Kultstätte und eine weitere heilige Stätte unter dem Namen Kembu Nano bekannt.